# Herbert Rose Barraud
Herbert Rose Barraud (getauft 24. August 1845 in Camberwell; † 24. November 1896) war ein Porträtfotograf.

## Leben
Barraud war ein Sohn des Porträt- und Genremalers Henry Barraud (1811–1874) und ein äalterer Bruder von Francis Barraud (1856–1924). Bis in die 1860er Jahre war er als Maler aktiv.
Als Fotograf betrieb er sein Büro in der Oxford Street Nr. 263 in London. Bekannt wurde er vor allem durch seine Fotobände Men and Women of the Day, die er vo 1888 bis 1891 jährlich herausgab. Neben den Fotografien enthalten sie Angaben zur Biografie der Porträtierten Personen. Um 1891 musste er aus finanziellen Schwierigkeiten sein Unternehmen aufgeben und wurde Leiter des Mayalls Studio am Piccadilly Nr. 73. Das Studio in der Oxford Street befand sich in einem neu errichteten Haus, so dass Barraud auf die Gestaltung Einfluss nehmen konnte. Er ließ sich im obersten Stockwerk einen Glasraum bauen, der vom Licht durchflutet war. Zudem hatte er einen bequemen, durch einen Gasmotor angetrieben, Aufzug einbauen lassen, so dass niemand die Treppen zu seinem Atelier hinaufsteigen musste. Neben dem Atelier gab es dort Ankleideräume.
Er arbeitete mit Woodburytypie.
Barraud war seit dem 29. August 1876 mit Lucy Mary (geborene Capes; 1845–1927), einer Tochter von Henry Capes verheiratet und hatte mit ihr einen Sohn Cyril Henry Barraud (9. Juli 1877 – 1965).

## Werke
- Men and Women of the Day. A Picture Gallery of Contemporary Portraiture. R. Bentley, London 1888–1891 (Jeder Band enthielt neun Porträts mit einer gegenüberliegenden Buchdruckseite mit biografischen Informationen).

Er fertigte auch zahlreiche Fotografien von Theaterschauspielern.

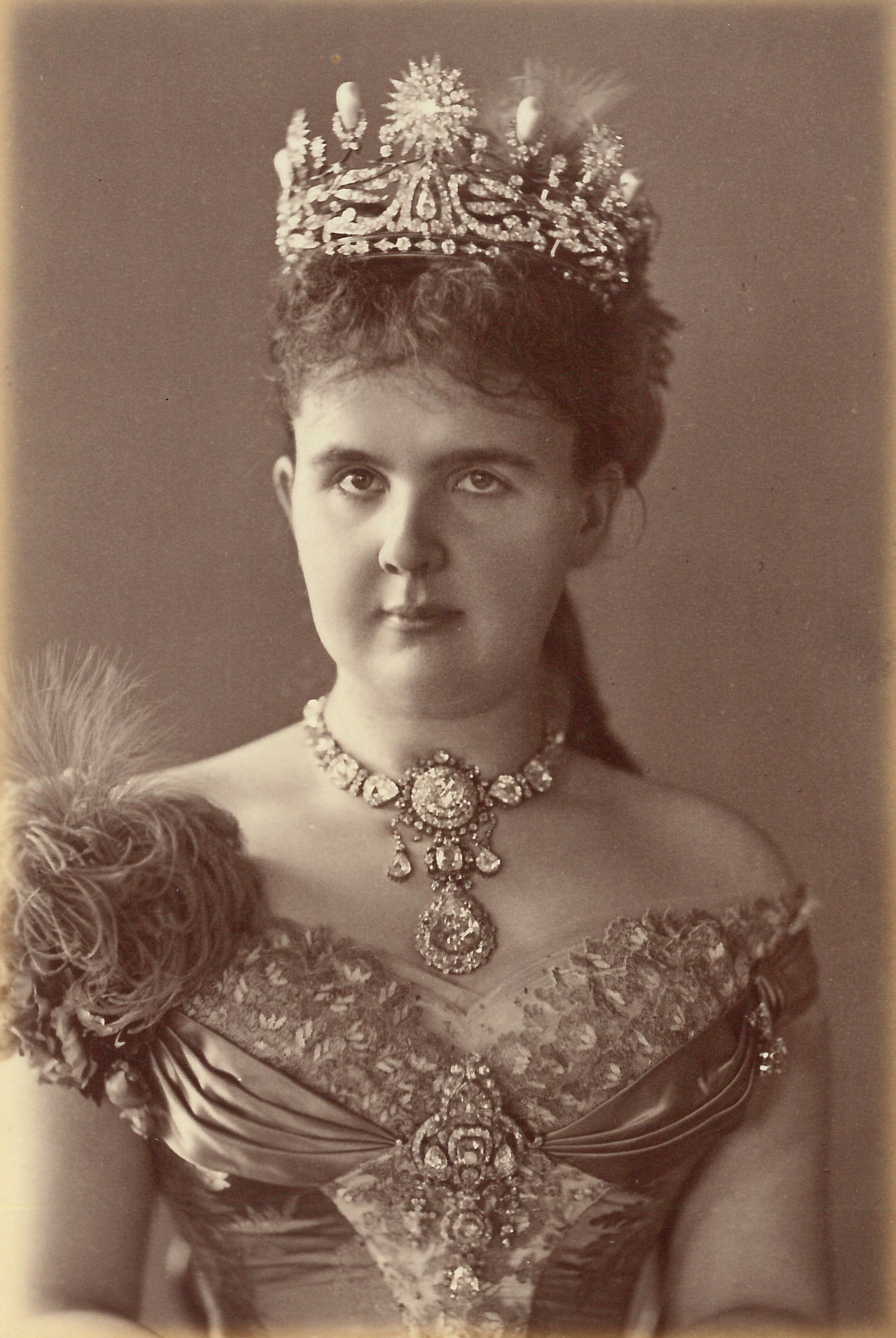
Emma van Waldeck-Pyrmont (1882)
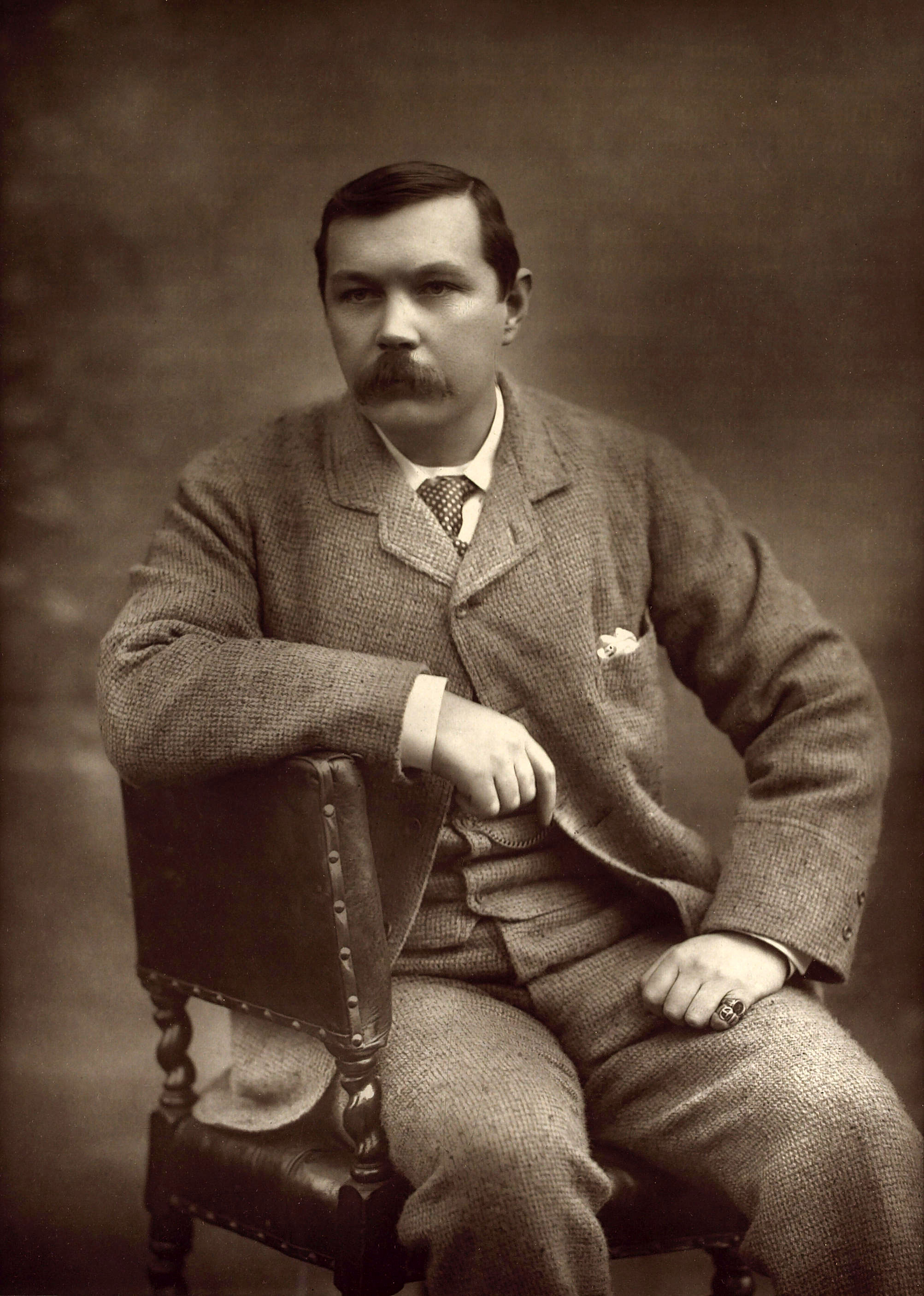
Arthur Conan Doyle (1893)
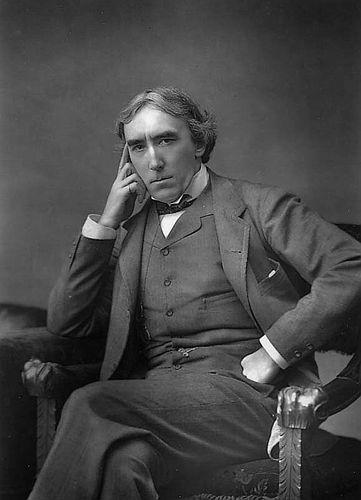
Henry Irving
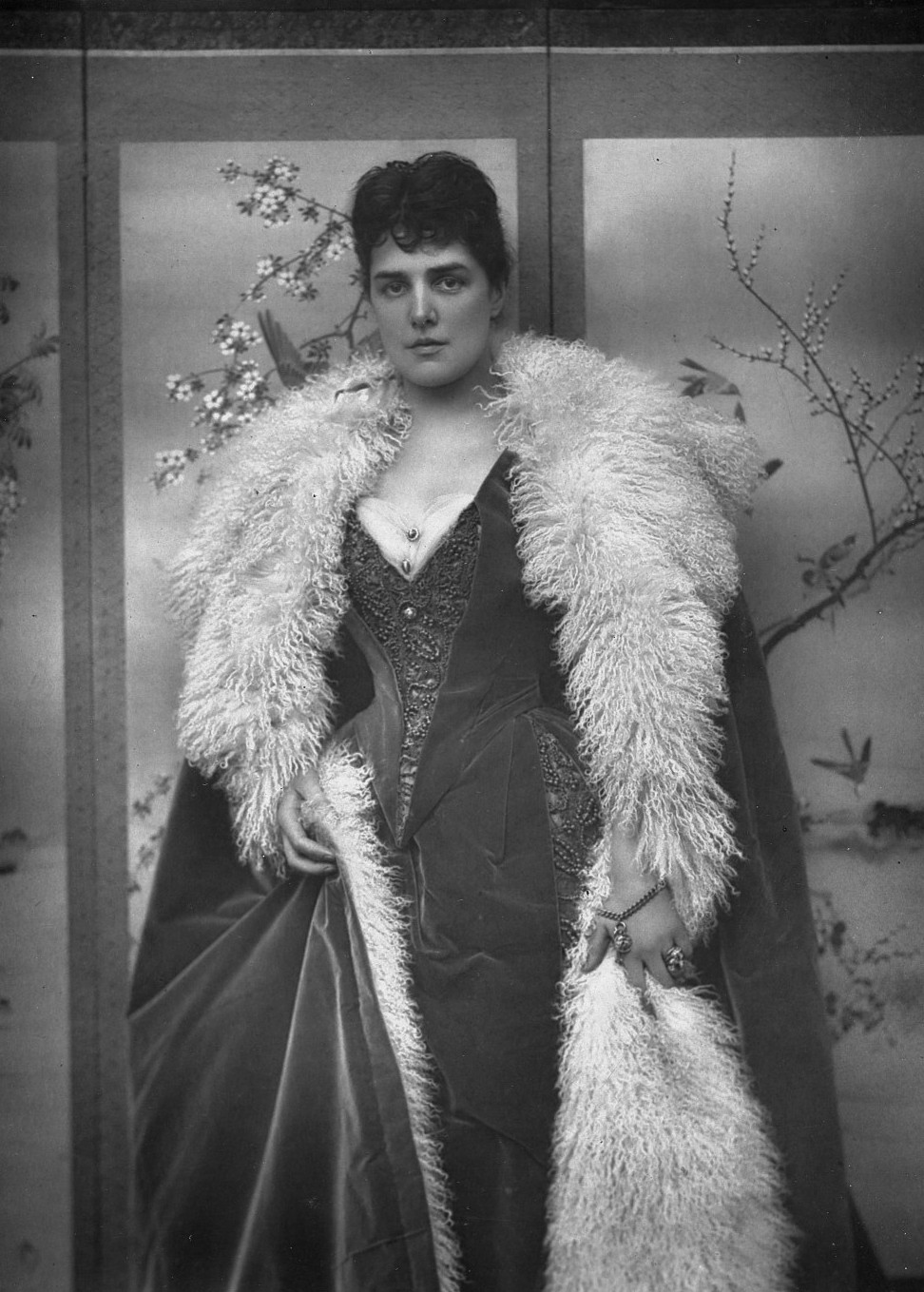
Lady Randolph Churchill